# Energy Harvesting
Als Energy Harvesting (wörtlich übersetzt Energie-Ernten) bezeichnet man die Gewinnung kleiner Mengen von elektrischer Energie aus Quellen wie Umgebungstemperatur, Vibrationen oder Luftströmungen für mobile Geräte mit geringer Leistung. Die dafür eingesetzten Strukturen werden auch als Nanogenerator bezeichnet. Energy Harvesting vermeidet bei Drahtlostechnologien Einschränkungen durch kabelgebundene Stromversorgung oder Batterien.
Das Energy Harvesting hat eine Bedeutung für die Energieversorgung von Miniaturgeräten in der digitalen Welt. Die nationale Normung wird in Deutschland von der Deutschen Kommission Elektrotechnik Elektronik Informationstechnik und die internationale Normung wird vom Technical Committee 47 "Halbleitergeräte" der International Electrotechnical Commission bearbeitet.

## Möglichkeiten desEnergy Harvesting
- Mikroeffekte
  - Piezoelektrische Kristalle erzeugen bei Krafteinwirkung, beispielsweise durch Druck oder Vibration, elektrische Spannungen
  - Thermoelektrische Generatoren und pyroelektrische Kristalle gewinnen aus Temperaturunterschieden elektrische Energie
  - Über Antennen kann die Energie von Radiowellen, eine Form von elektromagnetischer Strahlung, aufgefangen und energetisch verwendet werden. Ein Beispiel dafür sind die passiven RFIDs.
  - Photovoltaik, elektrische Energie aus der Umgebungsbeleuchtung.
  - elektrochemische Potentialdifferenzen[3]
  - Osmose
- Makroeffekte (mechanisch mit oder ohne Induktion)
  - Einige Armbanduhren werden durch die Bewegung des Handgelenks angetrieben. Dabei wird zumeist eine starke Unwucht auf einer Achse durch den Träger meist unwillkürlich zum Rotieren gebracht und die Rotationsenergie mechanisch oder elektromagnetisch der Kernfunktion der Uhr zugeführt. Variationen mit elektrischen Lineargeneratoren finden sich z. B. in Taschenlampen, wobei hier die Beschleunigung des beweglichen Kerns auf Grund des eher hohen Energiebedarfs einer Taschenlampe zumeist sehr intensiv und damit willkürlich zu sein hat.
  - Bodenplatten erzeugen Energie durch darüberlaufende Fußgänger. Dabei wird durch das Gewicht der Personen die Platte um bis zu 1 cm abgesenkt und damit bis zu 50 Watt an Leistung vom System aufgenommen. In Toulouse/Frankreich gibt es dazu das Projekt Trott-Elec (Trott-Élec; Trottoir Électrique – elektrischer Bürgersteig). Die erzeugte Energie soll zur Beleuchtung der Straße genutzt werden.[4][5] Ähnliches wurde für Tanzböden und elektrische Kleingeräte von einer Firma aus Rotterdam realisiert.[6]
  - Rucksäcke produzieren beim Auf-und-Ab auf dem Rücken Elektroenergie, um ein Funktelefon zu laden.[7]

### Energieumwandlung durch den piezoelektrischen Effekt
Der direkte piezoelektrische Effekt wandelt mechanischen Druck in elektrische Spannung um. Als Energieerzeuger sind insbesondere Piezozünder bekannt, welche die in die Taste eingebrachte mechanische Energie in einen Zündfunken wandeln. Neuere Anwendungen in diesem Bereich sind Funkschalter, bei denen die für das codierte Funksignal notwendige Energie ebenfalls durch von Hand betätigte Piezoelemente bereitgestellt wird. Im Bereich autarker Sensoren können Piezoelemente die für das Messverfahren und eine eventuelle Funkübertragung benötigte Energie erzeugen, in dem sie in der „Umgebung“ vorhandene Schwingungsenergie wandeln, ähnlich dem Prinzip selbstaufziehender Uhren.

### Energieumwandlung durch den thermoelektrischen Effekt
1821 entdeckte Thomas Johann Seebeck, dass zwischen Enden einer Metallstange eine elektrische Spannung entsteht, wenn in der Stange ein Temperaturunterschied (Temperaturgradient) herrscht. Mit geeigneten Materialien gelingt es dadurch in Peltier-Elementen, aus Temperaturdifferenzen elektrischen Strom zu erzeugen.
Vorteile sind:
- keine beweglichen Teile
- wartungsfrei aufgrund der verwendeten Materialien
- mögliche Nutzung von natürlichen Wärmequellen oder Restwärme

Ein Nachteil von thermoelektrischen Generatoren ist der geringe Wirkungsgrad von unter 10 %. Thermoelektrische Generatoren gibt es für Petroleumlampen.
Siehe auch Radionuklidbatterie.

### Energieumwandlung durch photoelektrischen Effekt
Bei der Nutzung des photoelektrischen Effekts in der Photovoltaik wird Lichtenergie mittels Solarzellen direkt für elektrische Verbraucher nutzbar gemacht. Es ist das verbreitetste Verfahren autarker Energieversorgungen und betreibt z. B. Parkuhren, Verkehrsleiteinrichtungen, Nachtlichter und Taschenrechner.

### Schaltungstechnik
Die Spannungen und Leistungen, die aus thermoelektrischen Generatoren zur Verfügung stehen, sind in der Regel sehr klein und benötigen entsprechende Elektronik. Ein für die Thermoelektrizität entwickelter integrierter Schaltkreis benötigt z. B. nur 20 mV Eingangsspannung. Auch Amateure versuchen sich mit einfachen Mitteln, zum Beispiel mit Fotodioden als Speisespannungsquelle.
Photovoltaisch betriebene Einrichtungen sind dagegen gut etabliert und benötigen zum Betrieb außer einer Solarzelle zusätzlich oft nur einen Akkumulator. Um Überladung zu vermeiden, muss überschüssiger Strom der Solarzelle abgeleitet werden – es sei denn, der Akkumulator ist ausreichend überladefest.

### Normen
- DIN EN 62830 Halbleiterbauelemente – Halbleiterbauelemente für das Energy-Harvesting und die Energieerzeugung (2014)[2]
  - Teil 1: Schwingungsbasiertes piezoelektrisches Energy Harvesting
  - Teil 2: Thermospannungsbasiertes thermoelektrisches Energy Harvesting
  - Teil 3: Schwingungsbasiertes elektromagnetisches Energy Harvesting
- IEC 62830 Semiconductor devices – Semiconductor devices for energy harvesting and generation